# Ludwig Viktor Ignaz Amon von Gestrin
Ludwig Viktor Ignaz Amon Edler von Gestrin, avstrijski general, * 6. april 1853, † 12. julij 1915.

## Pregled vojaške kariere
Napredovanja
- naslovni generalmajor: 1. januar 1910